# Esponente di Ångström
In ottica, ed in particolare nella teoria dello scattering, l'esponente di Ångström è un coefficiente adimensionale introdotto nel 1962 da Anders Knutsson Ångström. Il coefficiente compare come esponente in una formula spesso usata per esprimere la dipendenza spettrale del coefficiente di estinzione di un mezzo o la sua profondità ottica, specialmente nel caso in cui il mezzo sia costituito da un aerosol.
Si può ipotizzare per il coefficiente di estinzione, in prima approssimazione, un andamento di potenza, per analogia con quanto avviene nello scattering Rayleigh. Date due lunghezze d'onda λ1 e λ2, il coefficiente di estinzione alla lunghezza d'onda λ2 si può ricavare una volta noto quello alla lunghezza d'onda λ1 mediante la formula:
{\displaystyle {\frac {\alpha _{1}}{\alpha _{2}}}=\left({\frac {\lambda _{1}}{\lambda _{2}}}\right)^{-y}}
Nel caso di diffusione Rayleigh, l'esponente y è pari a 4. Nel caso di centri diffusori di dimensione finita si può ipotizzare ancora un andamento del genere, ma con esponente diverso da 4. Tale esponente è in questo caso detto di Ångström. Il valore dell'esponente dipende dalla dimensione e dall'indice di rifrazione complesso del mezzo interessato. In generale il valore dell'esponente di Ångström è positivo, il che comporta che lo spessore ottico del mezzo aumenta al diminuire della lunghezza d'onda.
In atmosfera l'esponente di Ångström è molto utilizzato per caratterizzare gli aerosol in essa dispersi quando le dimensioni delle particelle siano paragonabili con la lunghezza d'onda della luce incidente: in linea di massima si può dire che tanto più grandi sono le particelle, tanto minore sarà l'esponente di Ångström e viceversa, in modo da riottenere lo scattering Rayleigh se le dimensioni dei centri diffusori sono trascurabili in confronto alla lunghezza d'onda della radiazione. Le nubi, costituite da gocce molto grandi in rapporto alla lunghezza d'onda della luce, assorbono in maniera spettralmente piatta (e appaiono grigie in trasparenza), mentre al tramonto, in località molto inquinate (particelle piccole in confronto alla lunghezza d'onda della luce) il sole appare molto più rosso che in ambienti puliti, a causa della rimozione più efficace delle piccole lunghezze d'onda. In tal caso, ovviamente, il contributo degli aerosol si somma a quello della diffusione (scattering) di Rayleigh, sempre presente.
L'esponente di Ångström è molto utilizzato in fotometria per riscalare il valore dello spessore ottico ad una lunghezza d'onda voluta, una volta noto a due date lunghezze d'onda. È però da notare che, in generale, la dipendenza dell'estinzione dalla lunghezza d'onda con legge di potenza è soltanto approssimativa: pertanto, l'esponente di Ångström dipende dalle lunghezze d'onda tra le quali viene calcolato.
Lo studio dell'esponente di Ångström permette una sommaria ma robusta classificazione dell'aerosol incontrato: tanto più è grande la taglia delle particelle, tanto più in genere l'esponente di Ångström risulta basso. Indagini più raffinate permettono ulteriori inversioni di proprietà dell'aerosol, basandosi proprio sulla variazione dell'esponente di Ångström al variare della lunghezza d'onda.